# Vœuil-et-Giget
Vœuil-et-Giget is een gemeente in het Franse departement Charente (regio Nouvelle-Aquitaine). De plaats maakt deel uit van het arrondissement Angoulême. Vœuil-et-Giget telde op 1 januari 2022 1.594 inwoners.

## Geografie
De oppervlakte van Vœuil-et-Giget bedroeg op 1 januari 2022 8,48 vierkante kilometer; de bevolkingsdichtheid was toen 188 inwoners per km².
De onderstaande kaart toont de ligging van Vœuil-et-Giget met de belangrijkste infrastructuur en aangrenzende gemeenten.

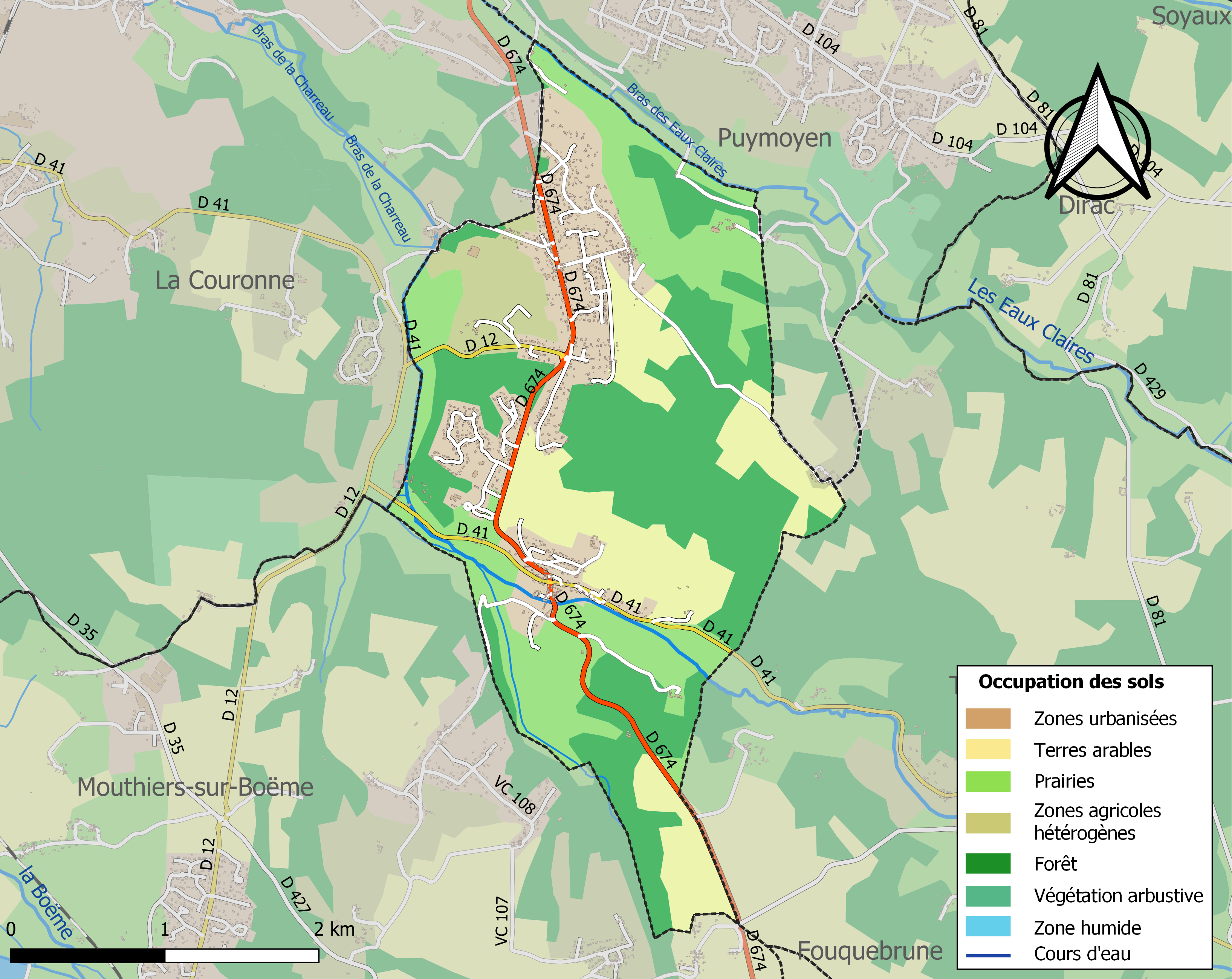

## Demografie
Onderstaande figuur toont het verloop van het inwonertal (bron: INSEE-tellingen).

## Externe links

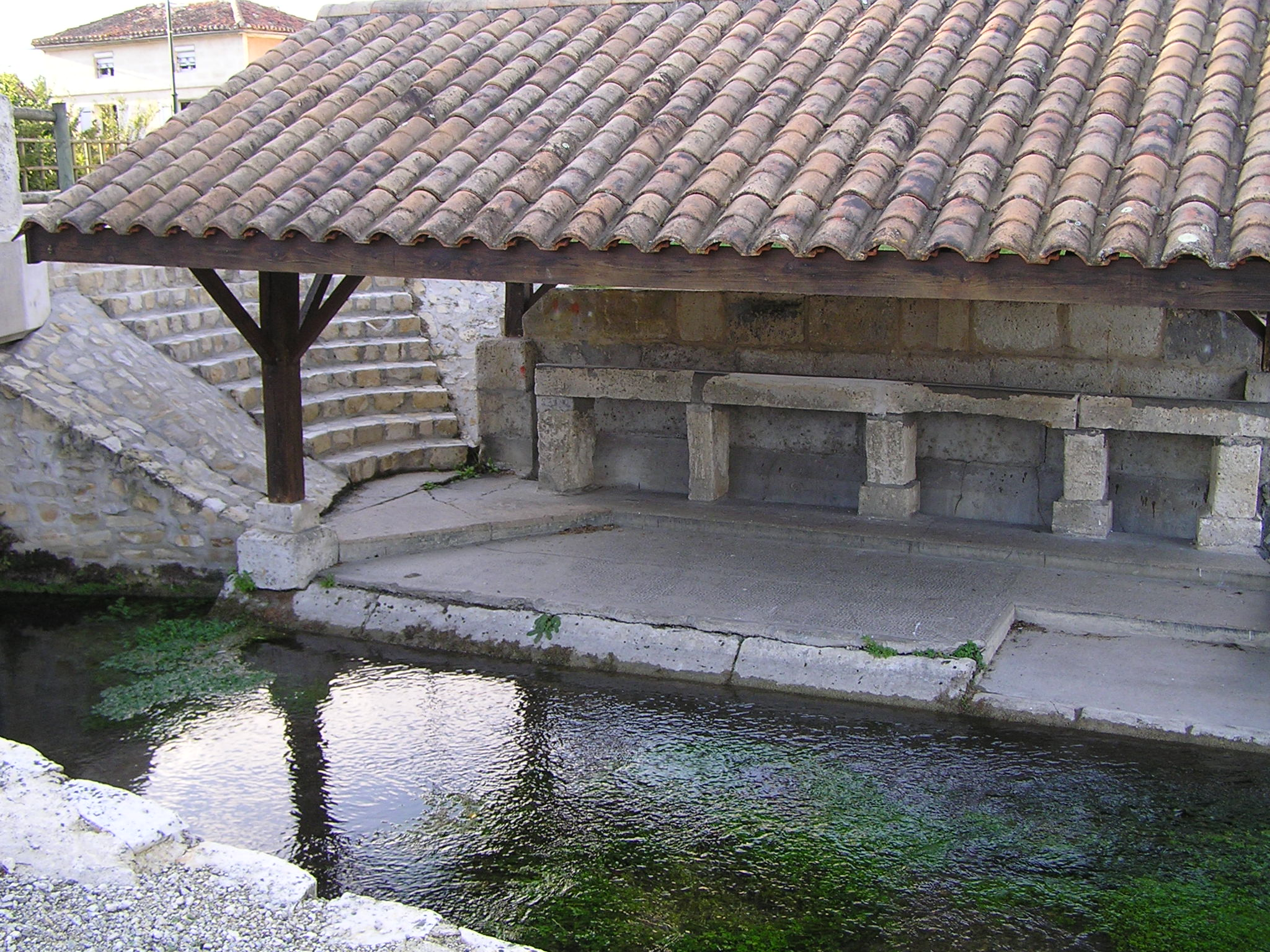
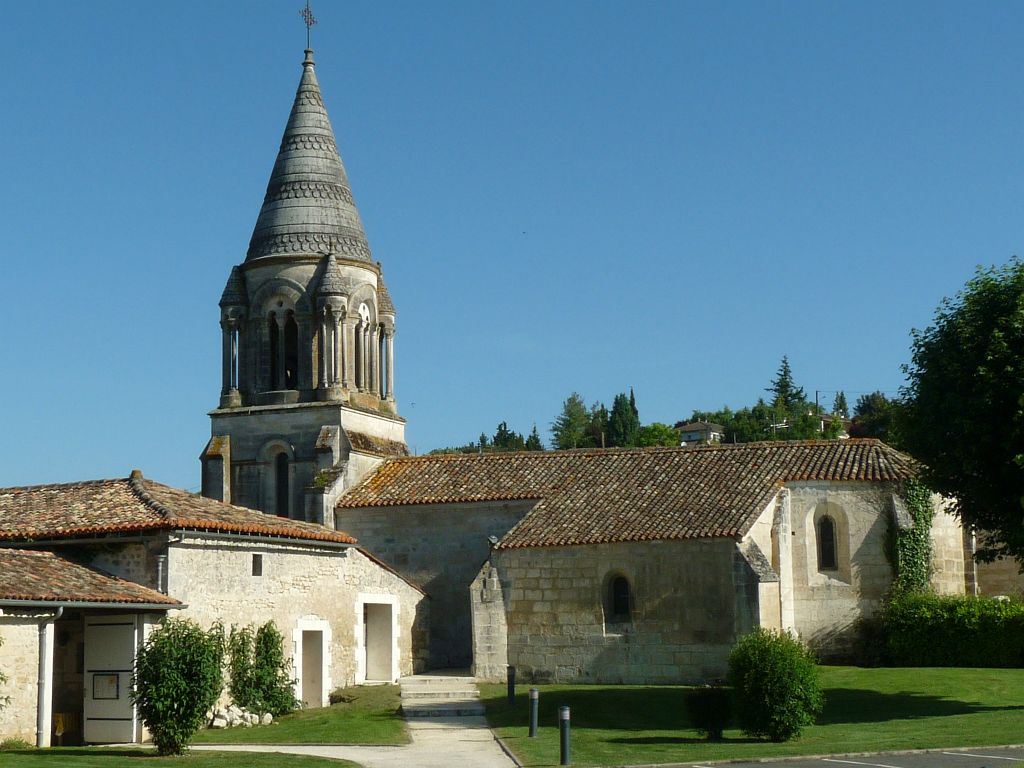
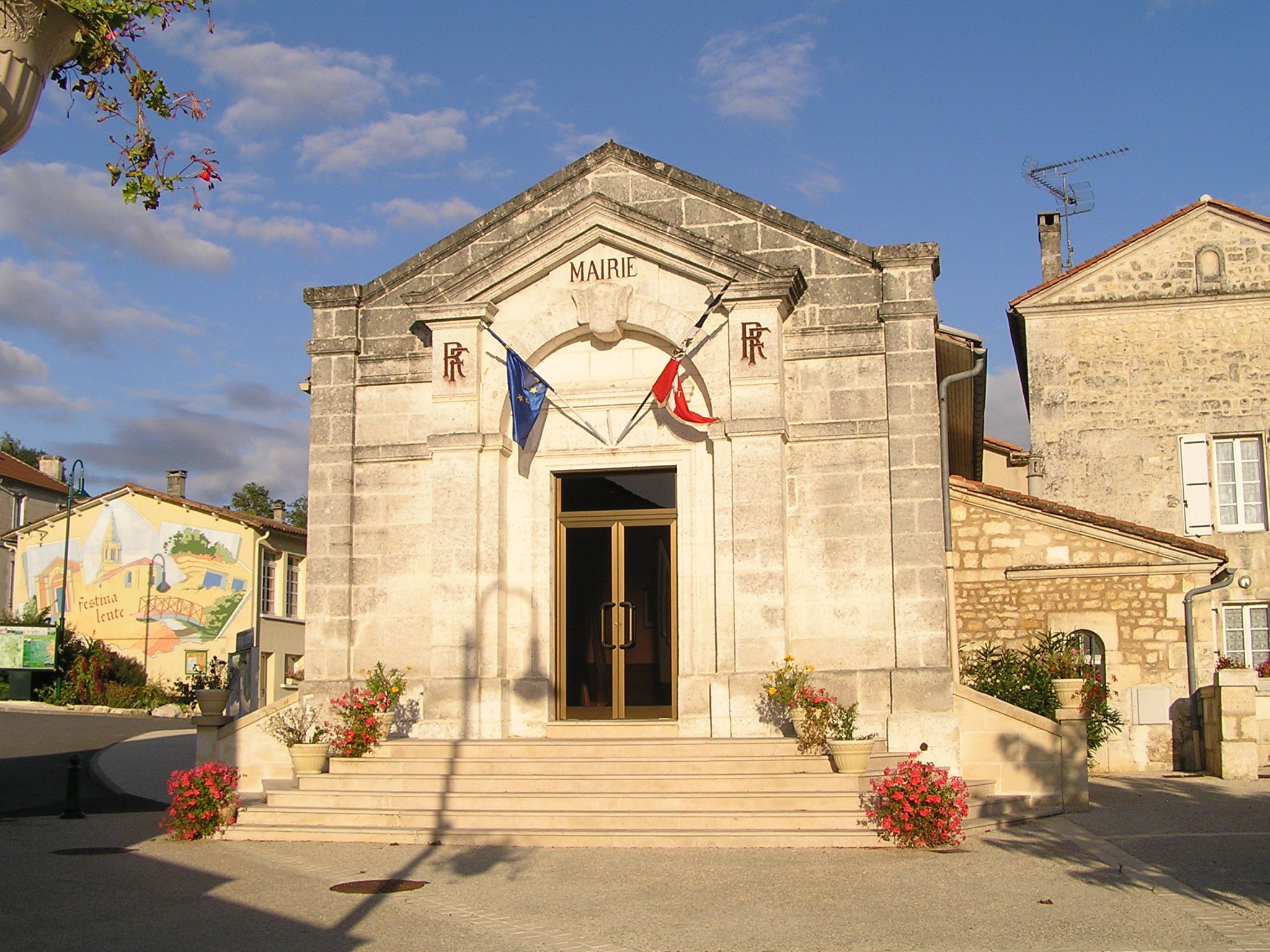